# Dibutylstannacyclohexadien
Dibutylstannacyclohexadien ist eine zinnorganische Verbindung.

## Herstellung
Dibutylstannacyclohexadien kann durch Reaktion von Pentadiin mit Dibutylstannan hergestellt werden.

## Reaktionen
Dibutylstannacyclohexadien wurde als Edukt zur Herstellung der höheren Homologen von Pyridin verwendet. Durch Reaktion mit Arsentrichlorid unter Austausch von Zinn gegen Arsen und Eliminierung von Chlorwasserstoff entsteht Arsabenzol. Eine analoge Reaktion ist mit Phosphortribromid und Eliminierung von Bromwasserstoff möglich. Bei Reaktion mit Antimontrichlorid oder Bismuttrichlorid wird ebenfalls die SnBu2-Gruppe ausgetauscht, dabei entsteht jedoch jeweils ein stabiles Intermediat mit einer SbCl- oder einer BiCl-Einheit. Aus diesen Intermediaten können durch Eliminierung mit Diazabicyclononen analog Stibabenzol und Bismabenzol erhalten werden. Auch der Austausch der Zinngruppe gegen Bor ist bekannt. So ergibt die Reaktion mit Phenylbordibromid und Eliminierung mit tert-Butyllithium das Lithiumphenylborabenzol. Durch Deprotonierung mit Lithiumdiisopropylamid und anschließende Reaktion mit Butyllithium und Dichlormethan kann eine Ringerweiterung zu einem Zinn-Derivat des Cycloheptatriens erfolgen.